# أليخاندرو كورتيس (تنس)
أليخاندرو كورتيس (بالإسبانية: Alejandro Cortes)‏ مواليد 14 يوليو 1955 في لوس أنجلوس، الولايات المتحدة، هو لاعب كرة مضرب كولومبي سابق وكان يلعب باليد اليمنى. أعلى تصنيف له في الفردي كان المركز الـ 126 في سنة 1982. أعلى تصنيف له في الزوجي كان المركز الـ 188 في سنة 1983.

## روابط خارجية
- أليخاندرو كورتيس على موقع رابطة محترفي التنس (الإنجليزية)
- أليخاندرو كورتيس على موقع الاتحاد الدولي لكرة المضرب (الإنجليزية)
- أليخاندرو كورتيس على موقع كأس ديفيز (الإنجليزية)
- أليخاندرو كورتيس على موقع خلاصة التنس.كوم (الإنجليزية)